# Raísa Obodovskaya
Raísa Andréyevna Obodovskaya (en ruso: Раиса Андреевна Ободовская; Merefa, 6 de agosto de 1948-Járkov, 30 de julio de 2012) fue una deportista soviética que compitió en ciclismo en las modalidades de pista, especialista en la prueba de persecución individual, y ruta.
Ganó cuatro medallas en el Campeonato Mundial de Ciclismo en Pista entre los años 1967 y 1970.
En carretera obtuvo una medalla de bronce en el Campeonato Mundial de Ciclismo en Ruta de 1970, en la carrera de ruta.

## Medallero internacional
| Campeonato Mundial | Campeonato Mundial       | Campeonato Mundial | Campeonato Mundial     |
| Año                | Lugar                    | Medalla            | Competición            |
| ------------------ | ------------------------ | ------------------ | ---------------------- |
| 1967               | Ámsterdam (Países Bajos) | Medalla de plata   | Persecución individual |
| 1968               | Montevideo (Uruguay)     | Medalla de oro     | Persecución individual |
| 1969               | Brno (Checoslovaquia)    | Medalla de oro     | Persecución individual |
| 1970               | Leicester (Reino Unido)  | Medalla de plata   | Persecución individual |

| Campeonato Mundial | Campeonato Mundial      | Campeonato Mundial | Campeonato Mundial |
| Año                | Lugar                   | Medalla            | Competición        |
| ------------------ | ----------------------- | ------------------ | ------------------ |
| 1970               | Leicester (Reino Unido) | Medalla de bronce  | Ruta               |